# 潘六奚
潘六奚（?—?），东汉末年三国初期匈奴首领，封右谷蠡王。
潘六奚是羌渠单于、右賢王去卑的弟弟，持至尸逐侯单于于扶罗、呼厨泉单于的叔叔。216年，呼廚泉单于向漢朝入朝内附，被曹操所留，派右賢王去卑監國。拓跋部方興，率部南轉，去卑派弟弟右谷蠡王潘六奚帥軍北向抵御，軍敗，潘六奚及五子都陷沒於拓跋部，其子孫遂以潘六奚為氏，後人訛誤以為破六韓、破洛汗。北魏有破六韓拔陵、北齐有破六韓常。